# Isshikia
Isshikia es un género de insecto coleóptero de la familia Chrysomelidae.

## Especies
Las especies de este género son:
- Isshikia asahinai (Chujo, 1962)
- Isshikia isshikii (Chujo, 1961)